# Улм (Арканзас)
Улм (енгл. Ulm) град је у америчкој савезној држави Арканзас.

## Демографија
По попису из 2010. године број становника је 170, што је 35 (-17,1%) становника мање него 2000. године.
| Група             | 2000.       | 2010.       |
| Белци             | 190 (92,7%) | 157 (92,4%) |
| Афроамериканци    | 8 (3,9%)    | 9 (5,3%)    |
| Азијати           | 0 (0,0%)    | 0 (0,0%)    |
| Хиспаноамериканци | 2 (1,0%)    | 3 (1,8%)    |
| Укупно            | 205         | 170         |